# Діалектний континуум
Діале́ктний конти́нуум (від лат. continuum — «безперервність») — сукупність діалектів, зміна яких у просторі на певній території утворює неперервну послідовність; при цьому відмінності між сусідніми діалектними формами незначні, а для віддаленіших поступово зростають і можуть досягати рівня, на якому взаємне розуміння між носіями таких діалектів стає проблематичним.

## Деякі приклади
- Германські мови та діалекти на території скандинавських країн. Континентальні мови (шведська, данська і норвезька) та проміжні діалекти є досить близькими і взаємно зрозумілими, але острівні скандинавські мови — ісландська та фарерська — вже незрозумілі для носіїв континентальних скандинавських мов і діалектів.
- Німецько-нідерландські перехідні діалекти. Між німецькою та нідерландською мовами, літературні стандарти яких не є взаємно зрозумілими, існують перехідні діалекти, носії яких на німецько-нідерландському або німецько-бельгійському прикордонні можуть легко порозумітися.
- Романські мови та діалекти у південній та західній Європі — італійська, окситанська, французька, каталонська, іспанська, португальська, сардська та інші мови і перехідні діалекти.
- Слов'янські діалектні континууми:
  - між східнослов'янськими діалектами;
  - між чеськими і словацькими діалектами
  - з урахуванням перехідних форм між чеськими, словацькими, польськими, українськими, білоруськими і російськими діалектами, іноді виділяють північнослов'янський діалектний континуум, що об'єднує західнослов'янські і східнослов'янські діалекти;
  - між болгарськими та македонськими діалектами;
  - між боснійськими, сербськими та хорватськими діалектами;
  - південнослов'янський діалектний континуум, що об'єднує болгарські, македонські, боснійські, сербські, хорватські, а також словенські діалекти та слов'янські діалекти північної Греції.